# Boškarin
Bœuf d'Istrie
Le Boškarin, appelé aussi bœuf d'Istrie, est une race de bovins originaire d'Istrie (Croatie). Ces l'une des races bovines les plus anciennes et les plus imposantes au monde. Il peut peser jusqu'à 1,5 tonne.

## Description
Le Boškarin a l'aspect rustique et primitif. Le pelage est de couleur grise. Le bout du museau est blanc. Les cornes en forme de lyre sont de taille moyenne, orientées vers le haut ou vers l'avant, blanches avec les pointes noires.

## Origines
Le Boškarin descendrait des taureaux de race Podolac. La race appartient au rameau grise des steppes.

## Menaces et conservation
La race a pratiquement disparu à cause de l'essor de la mécanisation et de l'apparition de nouvelles races bovines concurrentes. Grâce à la création d'une fédération des éleveurs de bœufs d'Istrie en 1989, la race a été sauvée avec une population actuelle de 350 vaches et 8 taureaux.
Les caractères primitifs que présente cette race lui ont valu d'être sélectionnée pour le programme d'élevage Tauros qui vise à recréer l'aurochs éteint. 
L'organisme AZRRI est chargé de développer et promouvoir cette race locale qui avait presque disparu. 

## Galerie

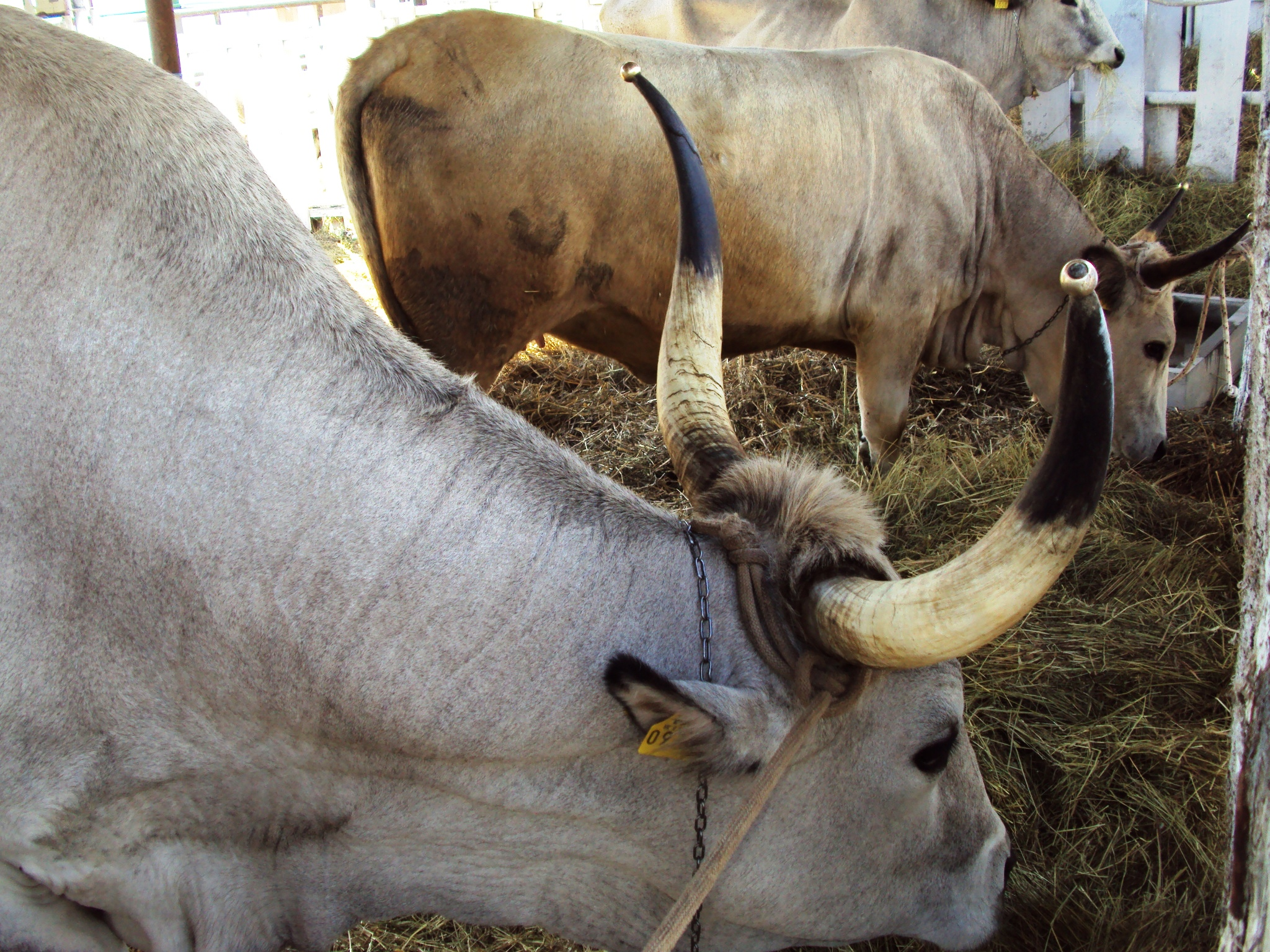
Détail des cornes.
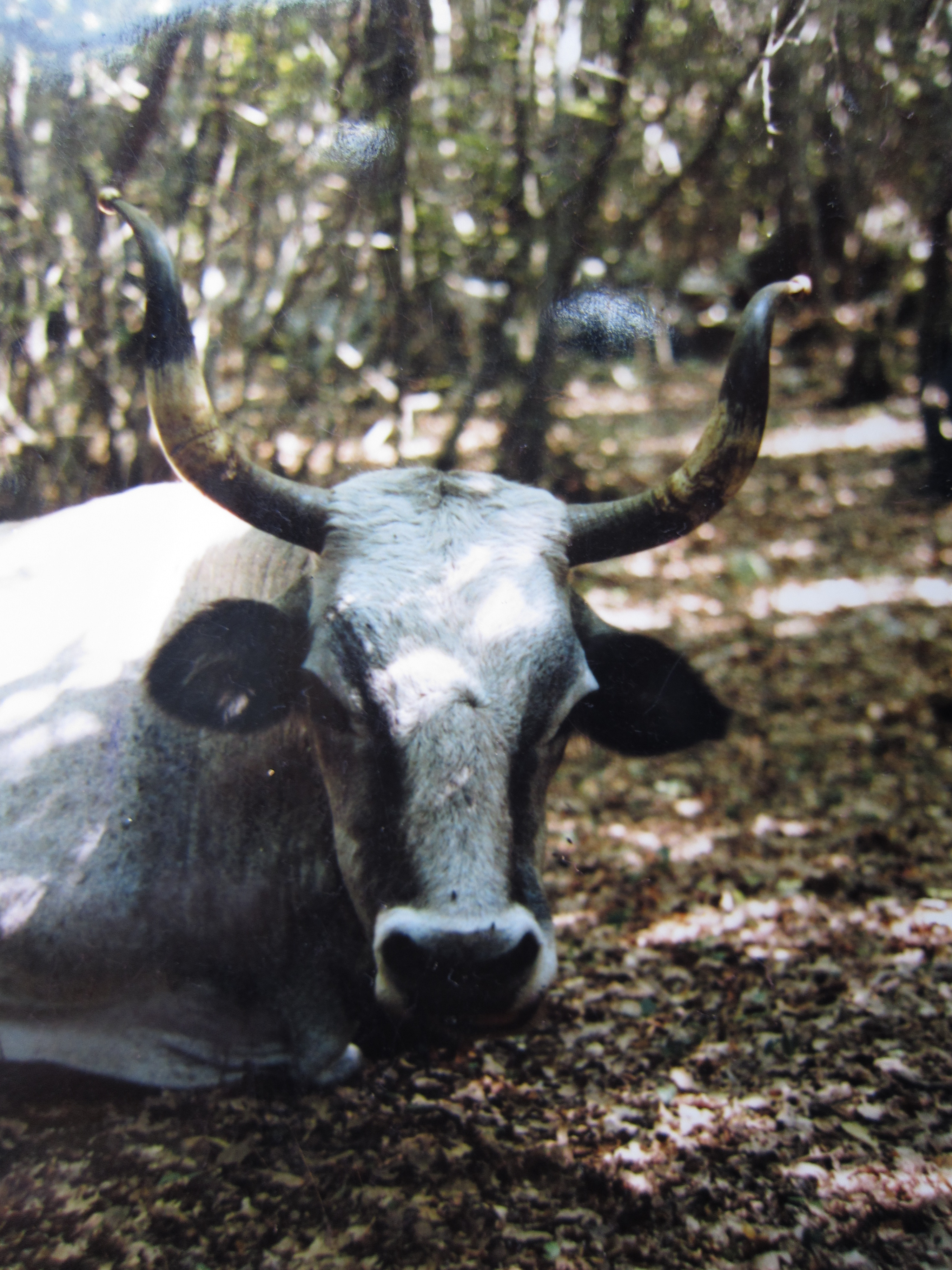
Tête vue de face.
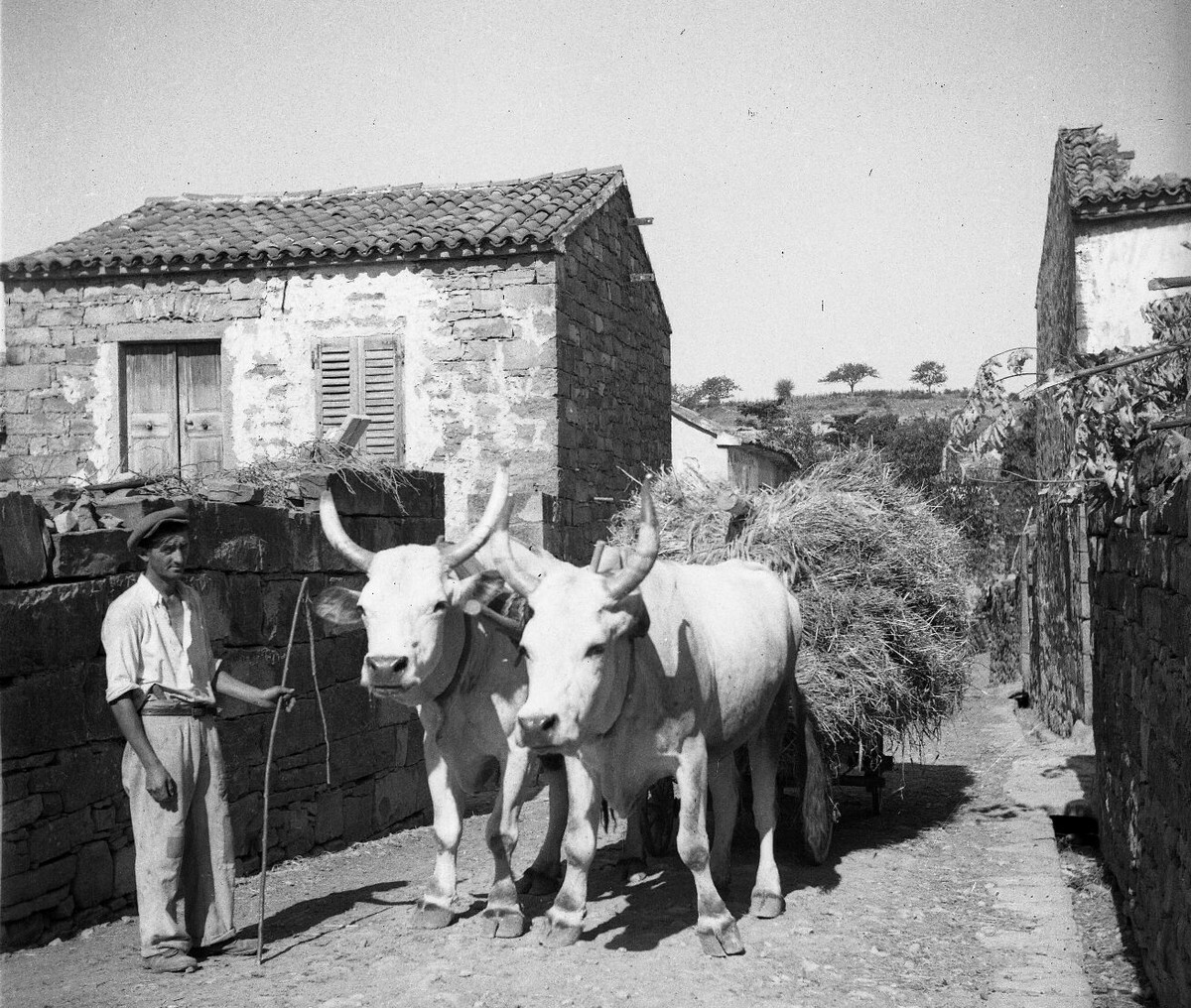
Couple de bœufs d'Istrie tractant une charrette de foin.
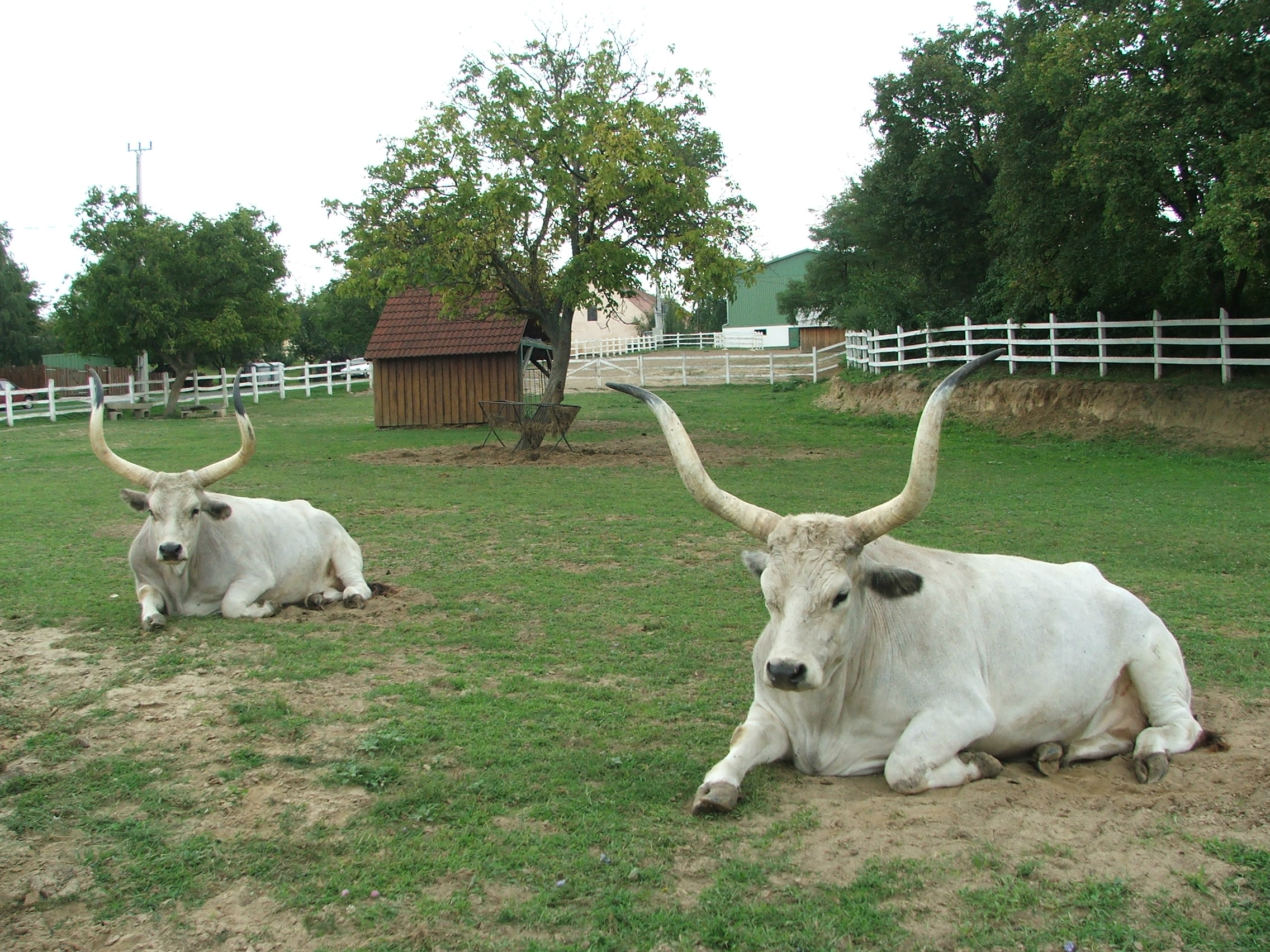
Deux bêtes aux cornes remarquables.